# Acer mono
Acer mono é uma espécie de árvore do gênero Acer, pertencente à família Aceraceae.